# Campremy
Campremy ist eine französische Gemeinde mit 476 Einwohnern (Stand 1. Januar 2022) im Département Oise in der Region Hauts-de-France. Die Gemeinde liegt im Arrondissement Clermont und ist Teil der Communauté de communes de l’Oise Picarde und des Kantons Saint-Just-en-Chaussée.

## Geographie
Die Gemeinde liegt rund acht Kilometer östlich von Froissy und neun Kilometer südlich von Breteuil (Oise). Zur Gemeinde gehört der Ortsteil Grand Mesnil. Im Osten der Gemeinde liegt ein Windpark.

## Geschichte
Im 14. Jahrhundert stand Campremy unter der Herrschaft von Jean de Bacquencourt.

## Einwohner
| 1962 | 1968 | 1975 | 1982 | 1990 | 1999 | 2006 | 2011 |
| ---- | ---- | ---- | ---- | ---- | ---- | ---- | ---- |
| 305  | 341  | 285  | 267  | 319  | 332  | 372  | 418  |

## Verwaltung
Bürgermeister (maire) ist seit 1995 Benoît Grégoire.

## Sehenswürdigkeiten
- Grange de Grandmesnil, ein Zisterzienserbau der Abtei Froidmont aus dem Jahr 1210, 1992 teilweise als Monument historique eingetragen[1]
- Kirche Saint Jean Baptiste